# La Soledad (Matías Romero)
La Soledad es una comunidad en el Municipio de Matías Romero Avendaño en el estado de Oaxaca. La Soledad está a 163 metros de altitud. 

## Geografía
Está ubicada a 17° 7' 48.72" latitud norte y 95° 6' 17.28" longitud oeste.

## Población
Según el censo de población de INEGI del 2010: la comunidad cuenta con una población total de 326 habitantes, de los cuales 158 son mujeres y 168 son hombres. Del total de la población 60 personas hablan alguna lengua indígena.

## Ocupación
El total de la población económicamente activa es de 100 habitantes, de los cuales 99 son hombres y 1 son mujeres.